# Eurotatoria
Eurotatoria is een klasse van raderdiertjes (Rotifera) die bestaat uit 3 onderklasses. Namelijk de Bdelloidea, de Monogononta en de Pararotatoria.